# Andrea De Rossi

a Compétitions nationales et continentales officielles uniquement.

b Matchs officiels uniquement.
Andrea De Rossi, né le 7 août 1972 à Gênes, est un joueur italien de rugby à XV qui évolue au poste de troisième ligne centre. Il joue en équipe d'Italie de 1999 à 2004.

## Biographie
Andrea De Rossi honore sa première cape internationale le 2 octobre 1999 à Londres avec l'équipe d'Italie pour une défaite 67-7 contre l'Angleterre en tant que remplaçant entré en cours de jeu. 
- 1990-2000 : Rugby Livorno
- 2000-2004 : Rugby Calvisano
- 2004-2006 : SKG Gran Parme
- 2006-2010 : I Cavalieri Prato

## Statistiques en équipe nationale
- 34 sélections
- 10 points (2 essais)
- Sélections par année : 3 en 1999, 7 en 2000, 3 en 2001, 5 en 2002, 10 en 2003, 6 en 2004
- Tournois des Six Nations disputés : 2000, 2002, 2003, 2004
- Coupes du monde de rugby disputées : 1999 (1 match), 2003 (3 matchs)